# Кенасса в Николаеве
Николаевская кенасса — культовое сооружение караимов, памятник архитектуры первой половины XIX века.

## История
Кенасса в Николаве была заложена в 1844 году на пересечении улиц Католической (ныне Адмирала Макарова) и Рождественской (ныне Лягина). Её возведение закончено 12 (24) февраля 1847 года.
30 января 1930 года газета «Красный Николаев» сообщила, что кенасса «по просьбе трудящихся закрыта и превращена в Дом безбожника». С тех пор в здании размещались городской Дом безбожника, Дом учителя, кинотеатр, спортивное общество, склад, зал для бракосочетаний. Ныне здание используется не по назначению.

## Газзаны
- Бейм, Моисей Соломонович
- Иртлач-Мангуби, Самуил Симович
- Калиф, Яков Якутелевич
- Коген, Михаил Афедович

## Габбаи
- Панпулов, Эльяким Моисеевич